# Pentacalia myrsinites
Pentacalia myrsinites là một loài thực vật có hoa trong họ Cúc. Loài này được (Turcz.) Cuatrec. mô tả khoa học đầu tiên năm 1981.